# ガーデン・ノーム

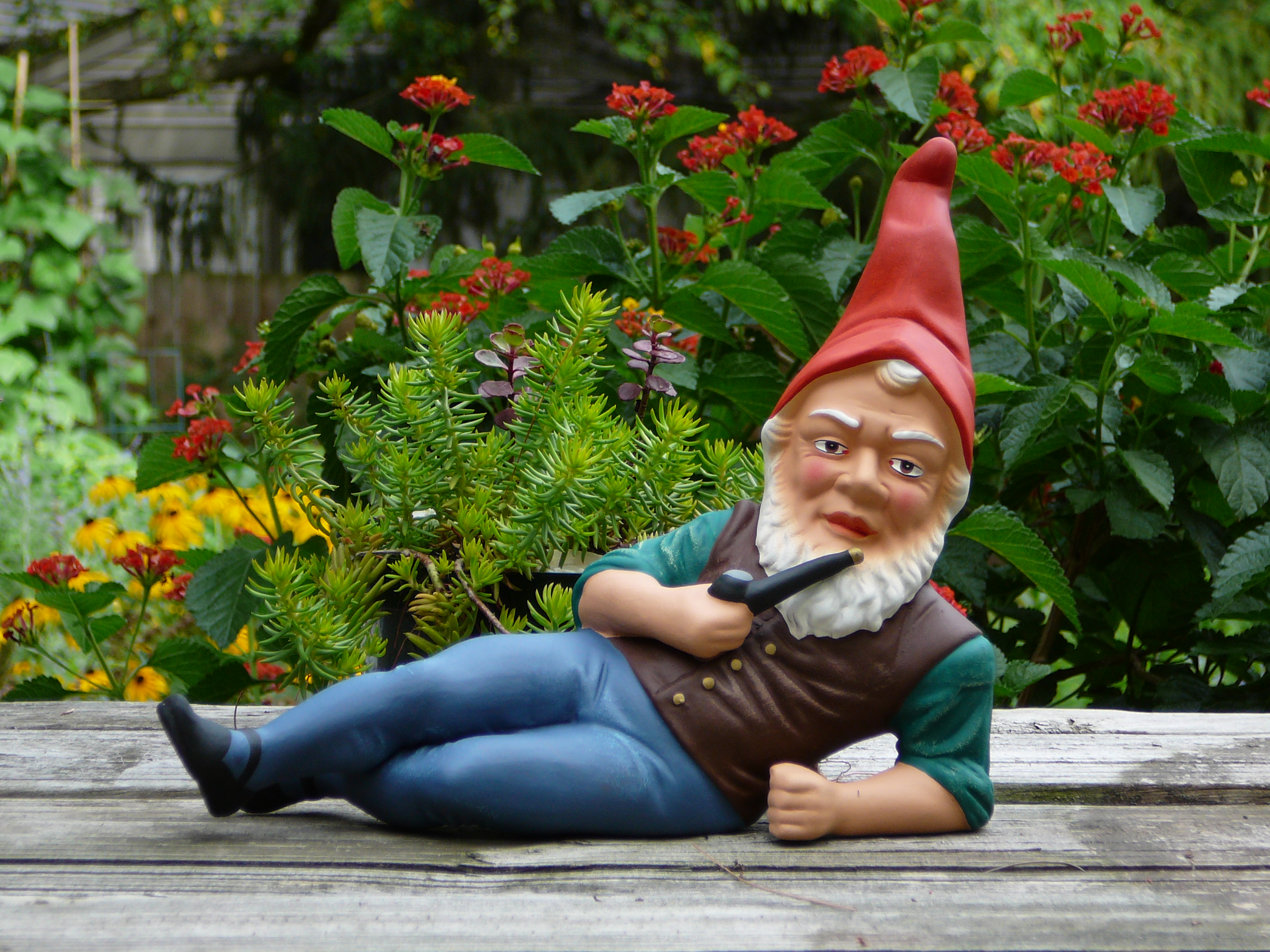
ドイツのガーデン・ノーム

ガーデン・ノームまたは庭小人（にわこびと）（独: Gartenzwerge、英: garden gnome）は、ドワーフやノームといった人間の形をした想像上の小さな生き物を模した像である。それらは先の尖った赤い帽子を被った男性像で、庭に飾られる。ガーデン・ノームは19世紀にドイツで初めて作られ、フランスそしてイギリスに広まった。
ガーデン・ノームは、ドイツ語では「Gartenzwerge」（庭のドワーフ）と呼ばれる。英語では「garden gnome」（庭のノーム）と呼ばれるが、それは19世紀にガーデン・ノームがドイツからイギリスに渡ったとき、名が「Zwerge」（ドワーフ）から「gnome」（ノーム）に付け替えられたためである。

## 種類と製造
ガーデン・ノームは一般的に男性像で、赤いフリジア帽をかぶり、あごひげを生やしパイプを持つことが多い。それらはさまざまな姿勢をとり、釣りや昼寝といった娯楽を満喫している。
テラコッタ製のガーデン・ノームの製造方法は次の通りである：赤褐色の液状粘土を型に流し込み、粘土が固まったら型から取り外して釜でしっかり焼き、冷ましたあとに色付けをする。伝統的な方法のほか、安価な天然樹脂などを使った生産も行われる。

## 歴史

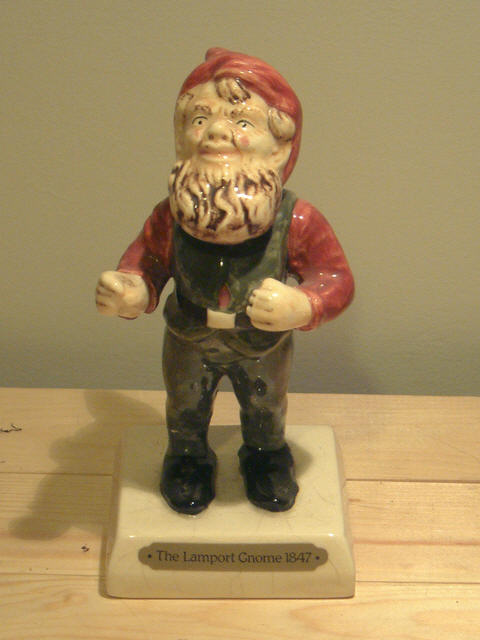
1847年にイギリスのチャールズ・アイシャム卿がドイツから購入したガーデン・ノーム「ランピー」の複製品

1841年、ドイツのドレスデンの商会ベア&マレシュ（英: Baehr and Maresch）には、ドワーフまたは「小さな種族」を模した陶磁器製の小さな像の在庫があった。異論もあるが、ベア&マレシュが最初のガーデン・ノームの例とされる。
その後、ガーデン・ノームはドイツのザクセン州やテューリンゲン州からフランス、イギリスへ広まった。1847年にイギリスのチャールズ・アイシャムは、ドイツのフィリップ・グリーベルによって製造された21体のテラコッタ製のガーデン・ノームを購入し、自邸であるノーサンプトンのランポート・ホールの庭園に飾った。その21体のうち唯一残存する「ランピー」という愛称のガーデン・ノームは、ランポート・ホールに展示され、100万ポンドの保険がかけられた。
1860年頃以降、ドイツのテューリンゲン州にある陶磁器で知られる町グレフェンローダでは、多くのガーデン・ノームが作られた。グレフェンローダのフィリップ・グリーベルは現在もガーデン・ノームの生産を続けている。

### 類似の文化
古代ローマ時代に、庭園および果樹園の守護神プリアーポスの小さな像が庭を守るため配されることがあった。中世ヨーロッパでは、富豪の家にグロテスクという小さな人型の物を含む石像が配された。1700年代になると、ハウスドワーフという室内装飾が流行した。

## 大衆文化におけるガーデン・ノーム
「旅するガーデン・ノーム」と呼ばれ、ガーデン・ノームを旅に連れ出し、有名なランドマークを背景に像の写真を撮るという、悪ふざけにもなり得る遊びがある。これは2001年のフランス映画『アメリ』に登場し、広く知られるようになった。

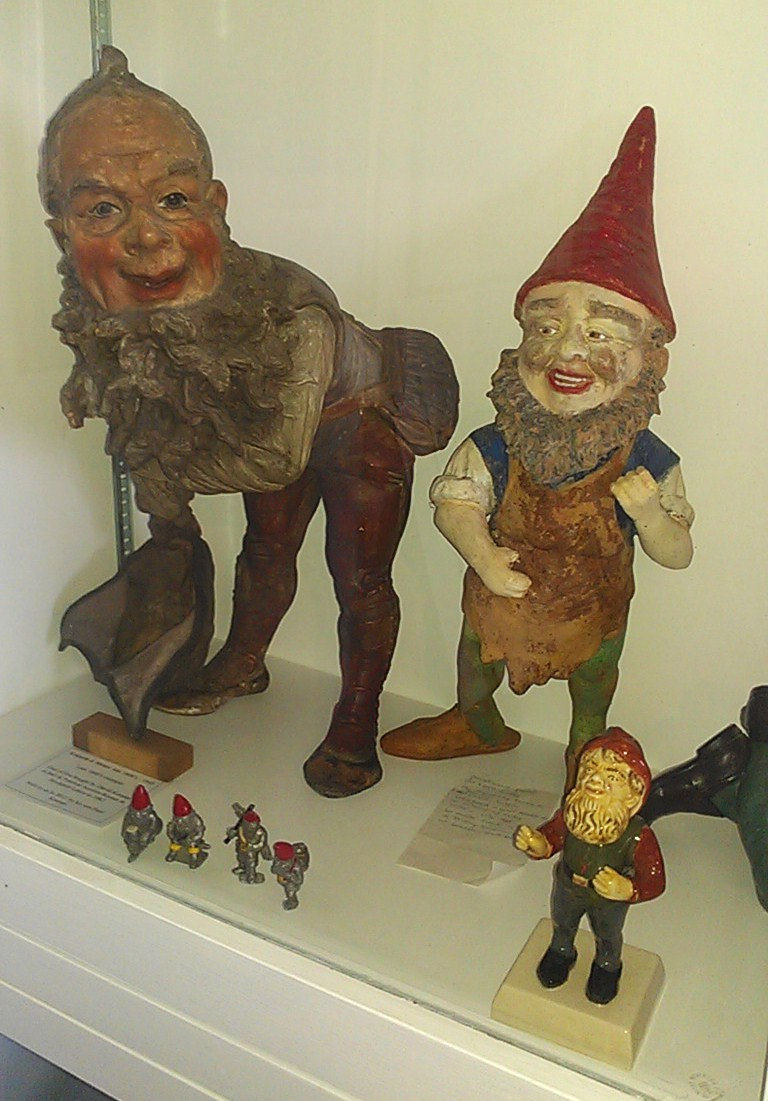
イギリスの庭園ノーム・リザーブ（英語版）に展示された古いガーデン・ノーム
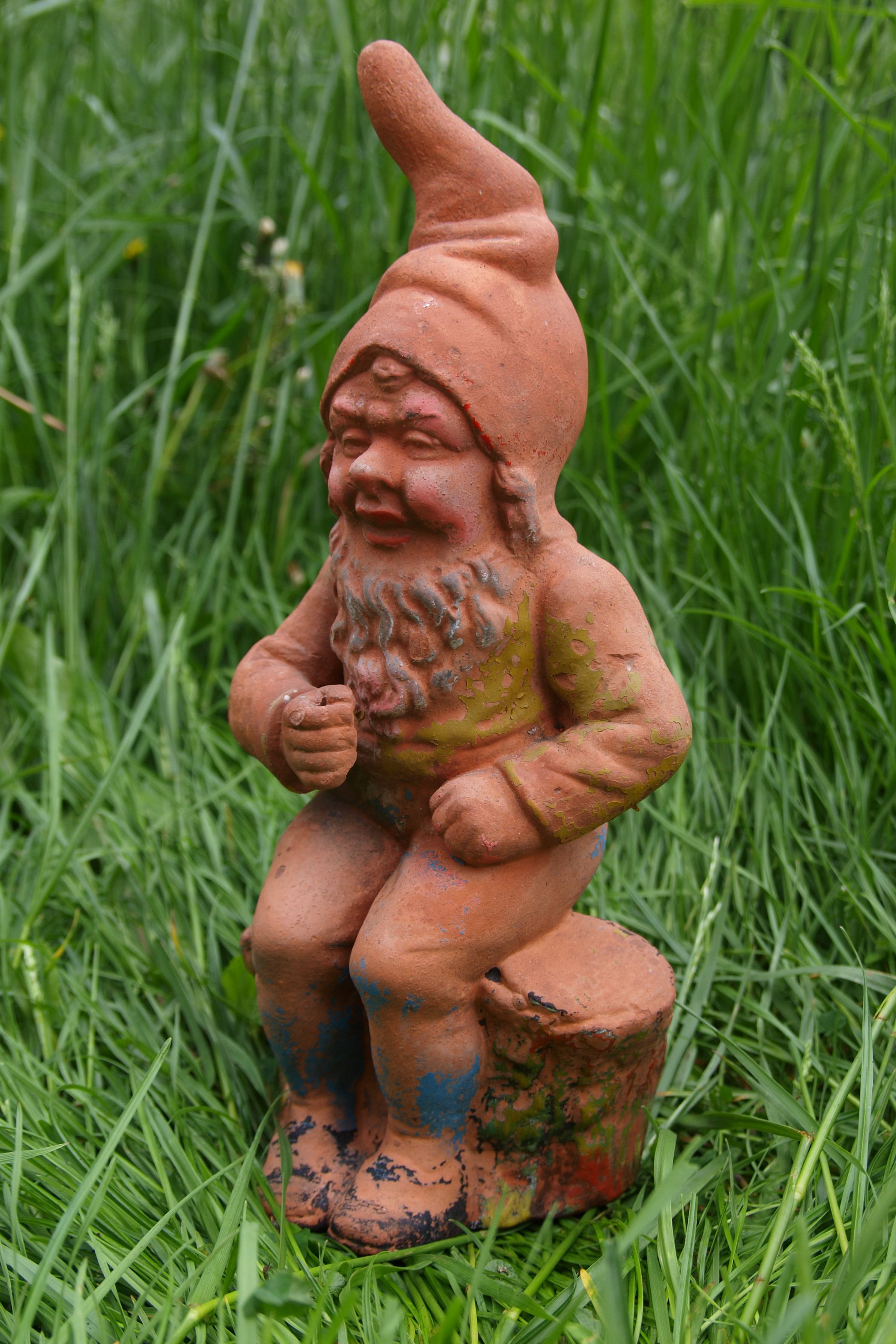
伝統的手法で作られたドイツのガーデン・ノーム
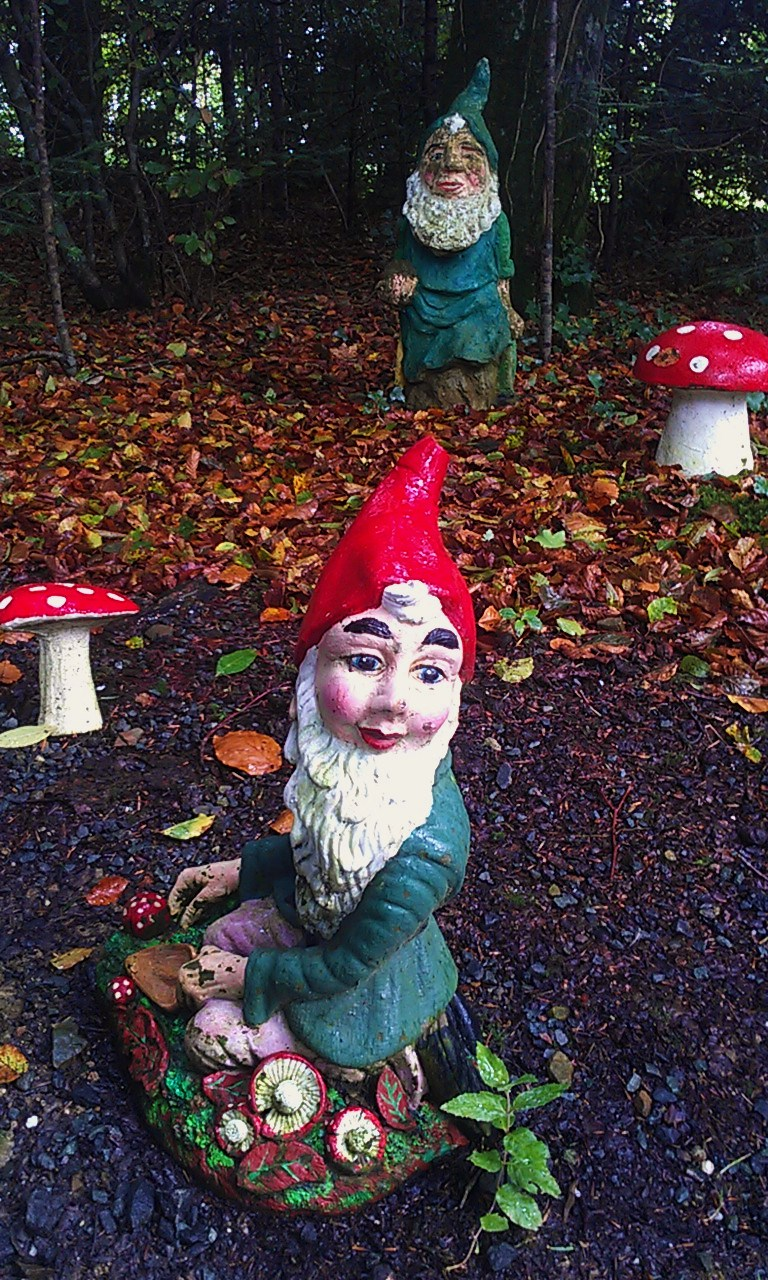
イギリスの庭園ノーム・リザーブのガーデン・ノーム
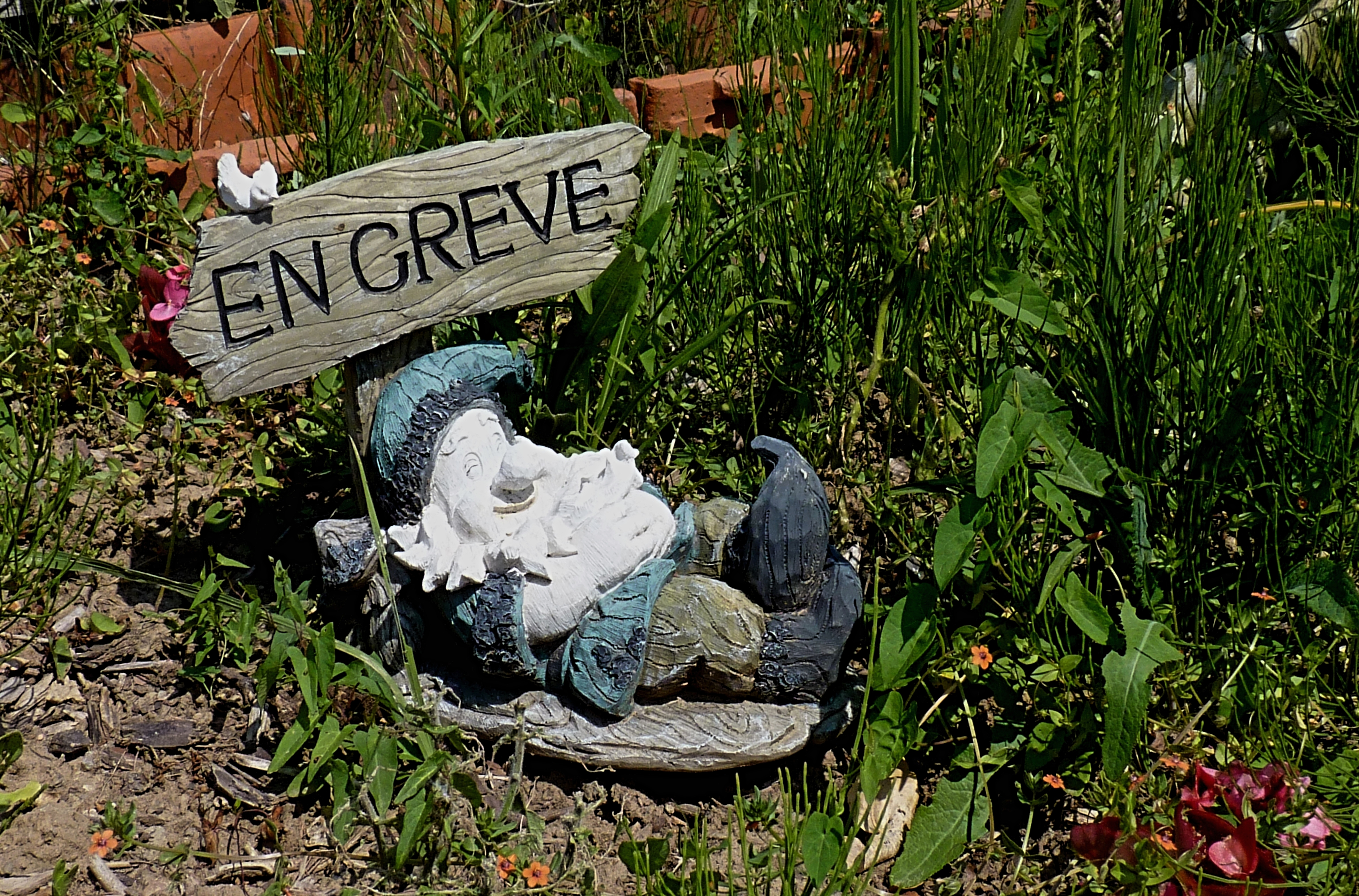
フランスの貸農園にいるガーデン・ノーム（En grève=ストライキ中）

### 階級社会とガーデン・ノーム
イギリスの社会人類学者ケイト・フォックスは、下層中産階級や労働者階級の人々ほど装飾の多い、小綺麗に手入れされ組織化された庭を好む傾向があると指摘し、コテッジ・ガーデンなどの伝統的なガーデニングを好む貴族や上層中産階級に対し、ガーデン・ノームを配置した庭は下層階級に特有のものであると述べている。『ハリー・ポッター』などのイギリス文学やメディア作品では、庭に置いてあるガーデン・ノームを嫌悪することで、その人物の出自や階級意識を表現する場合がある。